# Caldwell University
La Caldwell University è un'università privata di indirizzo cattolico con sede a Caldwell, nello stato americano del New Jersey.
Il Caldwell College fu fondato nel 1939 dalle suore domenicane della Congregazione del Sacro Cuore di Gesù. In origine l'iscrizione ai suoi corsi erano riservati alle studentesse, ma nel 1986 iniziarono ad essere ammessi anche studenti di sesso maschile. Il college fu elevato al rango di university nel 2014.